# Otar Javashvili
Otar Javashvili (in georgiano ოთარ ჯავაშვილი?; Zugdidi, 17 agosto 1993) è un calciatore georgiano, difensore dell'Aragvi Dusheti.

## Carriera

### Club
Javashvili ha cominciato la carriera con la maglia del WIT Georgia. Ha esordito nella massima divisione georgiana in data 13 agosto 2012, schierato titolare nella vittoria per 0-1 arrivata sul campo del Dila Gori. Il 19 aprile 2013 ha trovato il primo gol, nel successo per 0-3 in casa del Sioni Bolnisi.
Nel 2014 è passato allo Zugdidi. Il 2 marzo ha pertanto effettuato il proprio debutto con questa casacca, schierato titolare nel 2-1 inflitto al Dila Gori. Il 16 marzo ha siglato il primo gol, nel 2-0 sul Guria Lanchkhuti.
Nel 2017 si è accordato con i bielorussi dello Slavija-Mazyr, esordendo in Vyšėjšaja Liha il 2 aprile, nel pareggio per 0-0 sul campo del Nëman. Il 13 agosto ha realizzato la prima rete, nel pareggio interno per 1-1 contro l'Homel'.
L'anno seguente ha vestito proprio la maglia dell'Homel'.
Il 4 luglio 2018, Javashvili ha firmato ufficialmente un contratto con i norvegesi del Florø. Ha esordito in 1. divisjon in data 21 luglio, schierato titolare nella sconfitta per 5-1 arrivata in casa del Kongsvinger.
Terminata questa esperienza, è tornato in patria per giocare nel Gagra.

## Statistiche

### Presenze e reti nei club
Statistiche aggiornate al 14 ottobre 2021.
| Stagione           | Club               | Campionato         | Campionato | Campionato | Coppe nazionali | Coppe nazionali | Coppe nazionali | Coppe continentali | Coppe continentali | Coppe continentali | Supercoppe | Supercoppe | Supercoppe | Totale | Totale |
| Stagione           | Club               | Comp               | Pres       | Reti       | Comp            | Pres            | Reti            | Comp               | Pres               | Reti               | Comp       | Pres       | Reti       | Pres   | Reti   |
| ------------------ | ------------------ | ------------------ | ---------- | ---------- | --------------- | --------------- | --------------- | ------------------ | ------------------ | ------------------ | ---------- | ---------- | ---------- | ------ | ------ |
| 2011-2012          | WIT Georgia        | UL                 | 0          | 0          | CG              | 1               | 0               | -                  | -                  | -                  | -          | -          | -          | 1      | 0      |
| 2012-2013          | WIT Georgia        | UL                 | 23         | 1          | CG              | 2               | 0               | -                  | -                  | -                  | -          | -          | -          | 25     | 1      |
| 2013-gen. 2014     | WIT Georgia        | UL                 | 11         | 1          | CG              | 2               | 0               | -                  | -                  | -                  | -          | -          | -          | 13     | 1      |
| Totale WIT Georgia | Totale WIT Georgia | Totale WIT Georgia | 34         | 2          |                 | 5               | 0               |                    | -                  | -                  |            | -          | -          | 39     | 2      |
| gen.-giu. 2014     | Zugdidi            | UL                 | 12         | 1          | CG              | -               | -               | -                  | -                  | -                  | -          | -          | -          | 12     | 1      |
| 2014-2015          | Zugdidi            | UL                 | 12         | 0          | CG              | 2               | 0               | -                  | -                  | -                  | -          | -          | -          | 14     | 0      |
| 2015-2016          | Zugdidi            | UL                 | 22+1       | 0          | CG              | 4               | 0               | -                  | -                  | -                  | -          | -          | -          | 27     | 0      |
| 2016               | Zugdidi            | UL                 | 1          | 0          | CG              | 0               | 0               | -                  | -                  | -                  | -          | -          | -          | 1      | 0      |
| Totale Zugdidi     | Totale Zugdidi     | Totale Zugdidi     | 47+1       | 1+0        |                 | 6               | 0               |                    | -                  | -                  |            | -          | -          | 54     | 1      |
| 2017               | Slavija-Mazyr      | VL                 | 24         | 2          | CB              | ?               | ?               | -                  | -                  | -                  | -          | -          | -          | 24+    | 2+     |
| gen.-giu. 2018     | Homel'             | VL                 | 6          | 0          | CB              | ?               | ?               | -                  | -                  | -                  | -          | -          | -          | 6+     | 0+     |
| lug.-dic. 2018     | Florø              | 1D                 | 13         | 0          | CN              | -               | -               | -                  | -                  | -                  | -          | -          | -          | 13     | 0      |
| gen.-lug. 2019     | Gagra              | 1L                 | 8          | 0          | CG              | 1               | 0               | -                  | -                  | -                  | -          | -          | -          | 9      | 0      |
| 2020               | Chik. Sachkhere    | UL                 | 17+2       | 0          | CG              | 4               | 0               | -                  | -                  | -                  | -          | -          | -          | 23     | 0      |
| set.-dic. 2021     | Rustavi            | 1L                 | 6          | 2          | CG              | 0               | 0               | -                  | -                  | -                  | -          | -          | -          | 6      | 2      |
| Totale             | Totale             | Totale             | 155+3      | 7+0        |                 | 16+             | 0+              |                    | -                  | -                  |            | -          | -          | 174+   | 7+     |